# O Homem Que Amava Os Cachorros
O Homem Que Amava Os Cachorros (português brasileiro) ou O Homem que Gostava de Cães (português europeu) é um romance de Leonardo Padura e envolve as complexas narrativas políticas que cercam o assassinato de Leon Trotsky por Ramon Mercader. O romance foi finalista do Prêmio Livro do Ano na Espanha. Foi publicado originalmente em 2009 na Espanha. Foi traduzido para o inglês por Anna Kushner.

## Sinopse
O romance de Padura traça a saga da fuga de Trotsky de Stalin por 11 anos; o recrutamento e criação de um assassino na forma do comunista catalão Ramón Mercader; e a marginalização de Iván Cárdenas Maturell, um romancista cubano que desde cedo aprende os perigos da escrita em sua terra natal. Stalin queria uma matança bárbara "espetacular", não apenas um envenenamento simples como o que ele ordenou para o filho de Trotsky. Trotsky tinha sobrevivido milagrosamente ao ataque em 1940 liderado pelo muralista louco David Alfaro Siqueiros, mas, em 20 de agosto de 1940, Mercader cravou um machado de gelo na nuca de Trotsky.